# Belfriede von Belgien und Frankreich
Die Belfriede von Belgien und Frankreich sind eine Gruppe von 56 historischen Gebäuden, die von der UNESCO zum Weltkulturerbe erklärt wurden. Dazu zählen Belfriede, die als architektonischer Ausdruck der aufkommenden bürgerlichen Unabhängigkeit von feudalen und religiösen Einflüssen in der ehemaligen Grafschaft Flandern (dem heutigen Französisch-Flandern in Frankreich und Flandern in Belgien) und den angrenzenden Gebieten, die einst zum Besitz des Hauses Burgund (im heutigen Wallonien) gehörten, dienten.
Die Welterbestätte trug ursprünglich den Namen Belfriede von Flandern und Wallonien, eine 1999 von der UNESCO erstellte Liste von 32 Türmen in diesen beiden Regionen Belgiens. Im Jahr 2005 wurde die Liste um 23 Glockentürme aus den Regionen Nord-Pas-de-Calais und Picardie im Nordosten Frankreichs sowie um den Glockenturm von Gembloux in Wallonien erweitert und erhielt ihren heutigen Namen.
Obwohl sich die Liste auf städtische Türme bezieht, sind sechs belgische Kirchtürme (man beachte die Bezeichnungen „Kathedrale“, „Kirche“ und „Basilika“ in der folgenden Liste) unter dem Vorwand aufgeführt, dass sie als Wachtürme oder Alarmglockentürme gedient hätten.
Bei den meisten Bauwerken der Liste handelt es sich um Türme, die aus größeren Gebäuden herausragen. Einige wenige Türme stehen jedoch für sich allein oder sind wieder aufgebaute Türme, die früher mit angrenzenden Gebäuden verbunden waren. Der Turm des Brüsseler Rathauses fehlt zwar, doch handelt es sich dabei nicht um einen echten Glockenturm. Der ursprüngliche Glockenturm von Brüssel befand sich bis zu seinem Einsturz im Jahr 1714 neben der St.-Nikolaus-Kirche.

## Liste der Glockentürme
| Bild | Name und Lokalisierung                                                  | Gemeinde         | Provinz (BE) / Département (FR) | Region          | Land       | Jahr der Eintragung | UNESCO ID |
| ---- | ----------------------------------------------------------------------- | ---------------- | ------------------------------- | --------------- | ---------- | ------------------- | --------- |
|      | Basilika und Stadthalle Schepenhuist 50° 56′ 19,2″ N, 4° 2′ 18,7″ O     | Aalst            | Ostflandern                     | Flandern        | Belgien    | 1999                | 943-001   |
|      | Liebfrauenkathedrale 51° 13′ 13,7″ N, 4° 24′ 2,2″ O                     | Antwerpen        | Antwerpen                       | Flandern        | Belgien    | 1999                | 943-002   |
|      | Rathaus Antwerpen 51° 13′ 16,6″ N, 4° 23′ 51,4″ O                       | Antwerpen        | Provinz Antwerpen               | Flandern        | Belgien    | 1999                | 943-003   |
|      | Belfried Brügge 51° 12′ 29,5″ N, 3° 13′ 29,1″ O                         | Brügge           | Westflandern                    | Flandern        | Belgien    | 1999                | 943-004   |
|      | Belfried Dendermonde 51° 1′ 52,1″ N, 4° 5′ 54,9″ O                      | Dendermonde      | Ostflandern                     | Flandern        | Belgien    | 1999                | 943-005   |
|      | Belfried Diksmuide 51° 2′ 1,4″ N, 2° 51′ 52,5″ O                        | Diksmuide        | Ostflandern                     | Flandern        | Belgien    | 1999                | 943-006   |
|      | Rathaus von Eeklo 51° 11′ 4,7″ N, 3° 33′ 58,8″ O                        | Eeklo            | Ostflandern                     | Flandern        | Belgien    | 1999                | 943-007   |
|      | Belfried Gent 51° 3′ 13,2″ N, 3° 43′ 29,1″ O                            | Gent             | Ostflandern                     | Flandern        | Belgien    | 1999                | 943-008   |
|      | Rathaus von Herentals 51° 10′ 37″ N, 4° 50′ 10,5″ O                     | Herentals        | Antwerpen                       | Flandern        | Belgien    | 1999                | 943-009   |
|      | Tuchhalle Ypern 50° 51′ 4,3″ N, 2° 53′ 7,6″ O                           | Ypern            | Westflandern                    | Flandern        | Belgien    | 1999                | 943-010   |
|      | Belfried 50° 49′ 39,5″ N, 3° 15′ 56,1″ O                                | Kortrijk         | Westflandern                    | Flandern        | Belgien    | 1999                | 943-011   |
|      | St. Peters Kirche Leuven 50° 52′ 47″ N, 4° 42′ 2,8″ O                   | Leuven           | Flämisch-Brabant                | Flandern        | Belgien    | 1999                | 943-012   |
|      | Rathaus Antwerpen                                                       | Antwerpen        | Antwerpen                       | Flandern        | Belgien    | 1999                | 943-013   |
|      | Stadthalle mit Belfried von Lo-Reninge 50° 58′ 50,2″ N, 2° 44′ 57,6″ O  | Lo-Reninge       | Westflandern                    | Flandern        | Belgien    | 1999                | 943-014   |
|      | Alte Tuchhalle Mechelen 51° 1′ 40,6″ N, 4° 28′ 52,6″ O                  | Mechelen         | Antwerpen                       | Flandern        | Belgien    | 1999                | 943-015   |
|      | St. Rumbolds Kathedrale 51° 1′ 43,6″ N, 4° 28′ 41,6″ O                  | Mechelen         | Antwerpen                       | Flandern        | Belgien    | 1999                | 943-016   |
|      | Belfried von Menen 50° 47′ 46″ N, 3° 7′ 14,3″ O                         | Menen            | Westflandern                    | Flandern        | Belgien    | 1999                | 943-017   |
|      | Markthalle mit Belfried von Nieuwpoort 51° 7′ 45,5″ N, 2° 45′ 7,6″ O    | Nieuwpoort       | Westflandern                    | Flandern        | Belgien    | 1999                | 943-018   |
|      | Rathaus mit Belfried Oudenaarde 50° 50′ 37,8″ N, 3° 36′ 13,8″ O         | Oudenaarde       | Ostflandern                     | Flandern        | Belgien    | 1999                | 943-019   |
|      | Stadshalle (Markthalle) von Roeselare 50° 56′ 40,8″ N, 3° 7′ 27,7″ O    | Roeselare        | Westflandern                    | Flandern        | Belgien    | 1999                | 943-020   |
|      | Belfried Sint-Truiden 50° 48′ 56,1″ N, 5° 11′ 10″ O                     | Sint-Truiden     | Limburg                         | Flandern        | Belgien    | 1999                | 943-021   |
|      | Belfried Hallentoren 51° 0′ 1,7″ N, 3° 19′ 37,3″ O                      | Tielt            | Westflandern                    | Flandern        | Belgien    | 1999                | 943-022   |
|      | Saint Germains Kirche Tienen 50° 48′ 21,3″ N, 4° 56′ 20,4″ O            | Tienen           | Flämisch-Brabant                | Flandern        | Belgien    | 1999                | 943-023   |
|      | Belfried der Basilika Tongeren 50° 46′ 51,1″ N, 5° 27′ 51,8″ O          | Tongeren         | Limburg                         | Flandern        | Belgien    | 1999                | 943-024   |
|      | Landhuis und Belfried von Veurne-Ambacht 51° 4′ 22,4″ N, 2° 39′ 41,6″ O | Veurne           | Westflandern                    | Flandern        | Belgien    | 1999                | 943-025   |
|      | St. Leonards Kirche Zoutleeuw 50° 49′ 59,9″ N, 5° 6′ 10,9″ O            | Zoutleeuw        | Flämisch-Brabant                | Flandern        | Belgien    | 1999                | 943-026   |
|      | Belfried des Rathauses von Binche 50° 24′ 39″ N, 4° 9′ 56″ O            | Binche           | Hainaut                         | Wallonien       | Belgien    | 1999                | 943-027   |
|      | Rathaus Charleroi 50° 24′ 45,1″ N, 4° 26′ 38″ O                         | Charleroi        | Hainaut                         | Wallonien       | Belgien    | 1999                | 943-028   |
|      | Belfried von Mons 50° 27′ 14,8″ N, 3° 56′ 59,9″ O                       | Mons             | Hainaut                         | Wallonien       | Belgien    | 1999                | 943-029   |
|      | Glockenturm Namur 50° 27′ 50″ N, 4° 52′ 1,4″ O                          | Namur            | Namur                           | Wallonien       | Belgien    | 1999                | 943-030   |
|      | Belfried von Thuin 50° 20′ 22,7″ N, 4° 17′ 15,1″ O                      | Thuin            | Hainaut                         | Wallonien       | Belgien    | 1999                | 943-031   |
|      | Belfried Tournai 50° 36′ 20,9″ N, 3° 23′ 16,8″ O                        | Tournai          | Hainaut                         | Wallonien       | Belgien    | 1999                | 943-032   |
|      | Belfried des Rathauses von Armentières 50° 41′ 11,2″ N, 2° 52′ 56,6″ O  | Armentières      | Département Nord                | Hauts-de-France | Frankreich | 2005                | 943-033   |
|      | Belfried des Rathauses von Bailleul 50° 44′ 22,9″ N, 2° 44′ 3,8″ O      | Bailleul         | Nord                            | Hauts-de-France | Frankreich | 2005                | 943-034   |
|      | Belfried Bergues 50° 58′ 4,8″ N, 2° 25′ 57,7″ O                         | Bergues          | Nord                            | Hauts-de-France | Frankreich | 2005                | 943-035   |
|      | Belfried der St.-Martins-Kirche Cambrai 50° 10′ 27,1″ N, 3° 13′ 55,7″ O | Cambrai          | Nord                            | Hauts-de-France | Frankreich | 2005                | 943-036   |
|      | Belfried Comines 50° 45′ 55,1″ N, 3° 0′ 25,9″ O                         | Comines          | Nord                            | Hauts-de-France | Frankreich | 2005                | 943-037   |
|      | Belfried von Douai 50° 22′ 4,4″ N, 3° 4′ 49,8″ O                        | Douai            | Nord                            | Hauts-de-France | Frankreich | 2005                | 943-038   |
|      | Belfried von Dunkerque. 51° 2′ 8,2″ N, 2° 22′ 34,7″ O                   | Dunkerque        | Nord                            | Hauts-de-France | Frankreich | 2005                | 943-039   |
|      | Belfried von Saint-Eloi de Dunkerque 51° 2′ 15,4″ N, 2° 22′ 36,5″ O     | Dunkerque        | Nord                            | Hauts-de-France | Frankreich | 2005                | 943-040   |
|      | Belfried von Gravelines 50° 59′ 12,5″ N, 2° 7′ 34″ O                    | Gravelines       | Nord                            | Hauts-de-France | Frankreich | 2005                | 943-041   |
|      | Belfried des Rathauses in Lille 50° 37′ 50,2″ N, 3° 4′ 11,3″ O          | Lille            | Nord                            | Hauts-de-France | Frankreich | 2005                | 943-042   |
|      | Belfried des Rathauses von Loos 50° 36′ 54,3″ N, 3° 0′ 53,2″ O          | Loos             | Nord                            | Hauts-de-France | Frankreich | 2005                | 943-043   |
|      | Beffried Aire-sur-la-Lys 50° 38′ 18,6″ N, 2° 23′ 46,7″ O                | Aire-sur-la-Lys  | Pas-de-Calais                   | Hauts-de-France | Frankreich | 2005                | 943-044   |
|      | Rathaus Arras 50° 17′ 28″ N, 2° 46′ 37,2″ O                             | Arras            | Pas-de-Calais                   | Hauts-de-France | Frankreich | 2005                | 943-045   |
|      | Belfried Béthune 50° 31′ 51,6″ N, 2° 38′ 21,1″ O                        | Béthune          | Pas-de-Calais                   | Hauts-de-France | Frankreich | 2005                | 943-046   |
|      | Belfried Boulogne-sur-Mer 50° 43′ 30″ N, 1° 36′ 47,5″ O                 | Boulogne-sur-Mer | Pas-de-Calais                   | Hauts-de-France | Frankreich | 2005                | 943-047   |
|      | Belfried Calais 50° 57′ 10,4″ N, 1° 51′ 15,1″ O                         | Calais           | Pas-de-Calais                   | Hauts-de-France | Frankreich | 2005                | 943-048   |
|      | Belfried Hesdin 50° 22′ 22,8″ N, 2° 2′ 10,7″ O                          | Hesdin           | Pas-de-Calais                   | Hauts-de-France | Frankreich | 2005                | 943-049   |
|      | Belfried von Abbeville 50° 6′ 26,3″ N, 1° 49′ 58,4″ O                   | Abbeville        | Somme                           | Hauts-de-France | Frankreich | 2005                | 943-050   |
|      | Belfried Somme 49° 53′ 43,8″ N, 2° 17′ 45,6″ O                          | Amiens           | Somme                           | Hauts-de-France | Frankreich | 2005                | 943-051   |
|      | Belfried Doullens 50° 9′ 19,4″ N, 2° 20′ 27,6″ O                        | Doullens         | Somme                           | Hauts-de-France | Frankreich | 2005                | 943-052   |
|      | Beffried Lucheux 50° 11′ 49,6″ N, 2° 24′ 40,3″ O                        | Lucheux          | Somme                           | Hauts-de-France | Frankreich | 2005                | 943-053   |
|      | Belfried Rue 50° 16′ 21″ N, 1° 40′ 7,3″ O                               | Rue              | Somme                           | Hauts-de-France | Frankreich | 2005                | 943-054   |
|      | Belfried Saint-Riquier 50° 8′ 3,1″ N, 1° 56′ 47″ O                      | Saint-Riquier    | Somme                           | Hauts-de-France | Frankreich | 2005                | 943-055   |
|      | Belfried Gembloux 50° 33′ 38,9″ N, 4° 41′ 34,7″ O                       | Gembloux         | Namur                           | Wallonien       | Belgien    | 2005                | 943-056   |